# Boardwalk Empire (aflevering)
Boardwalk Empire is de pilot van de gelijknamige serie van HBO. Deze episode werd geschreven door Terence Winter en geregisseerd door Martin Scorsese. Het budget voor deze aflevering bedroeg ongeveer $18 miljoen. Boardwalk Empire werd in de Verenigde Staten voor het eerst uitgezonden op 19 september 2010.

## Verhaal
Enoch "Nucky" Thompson is de belangrijkste Republikeinse politicus die in Atlantic City de touwtjes in handen heeft. De drooglegging staat voor de deur en om zichzelf populair te maken stelt Nucky zich met een verzonnen jeugdverhaal aan de plaatselijke vrouwenbeweging voor als een edelmoedige man die de strijd tegen alcohol aangaat. Maar niet veel later trekt hij zich samen met zijn broer Eli, de sheriff, en enkele vooraanstaande politici in een nachtclub terug. Daar vloeit op 16 januari 1920, de vooravond van de drooglegging, de alcohol rijkelijk en besluiten de heren om de volgende dag in de illegale drankhandel te stappen.
Jimmy Darmody is de persoonlijke chauffeur van Nucky. Hij is een teruggekeerde getraumatiseerde held uit de Eerste Wereldoorlog en was ooit een beloftevolle student aan Princeton. Omdat hij zijn studies door de oorlog niet afmaakte, wordt hij nu binnen de organisatie voorbijgestoken door generatiegenoot Paddy Ryan, hetgeen hij moeilijk kan verwerken. Hij wisselt met collega-chauffeur Al uit Chicago wat informatie uit over hun bazen.
Margaret is een zwangere vrouw. Ze was erg aangedaan door de mooie woorden van Nucky, aan wie ze uiteindelijk vertelt dat haar man, Hans Schroeder, gokproblemen heeft. Nucky schuift haar wat geld toe, maar dat is niet naar de zin van Margarets echtgenoot. Uit woede slaat hij zijn vrouw het ziekenhuis in, met een miskraam als gevolg.
Nucky legt connecties met de andere grote steden van het land. Gangsters als Johnny Torrio, Lucky Luciano, Arnold Rothstein en James Colosimo bezoeken hem in Atlantic City. Op de achtergrond registreert FBI-agent Van Alden zorgvuldig de gebeurtenissen, waarna hij een bezoekje brengt aan de gefrustreerde Jimmy. Van Alden kan hem overtuigen om toch wat geheime informatie prijs te geven. Maar Jimmy is stiekem bezig met het slaan van een grote slag. Terwijl hij Van Alden naar een stookkelder stuurt, berooft hij samen met de nog jonge Al Capone een dranktransport voor Arnold Rothstein.
Nucky en zijn broer Eli zijn razend op Jimmy. Niet alleen beroofde hij een van Nucky's misdaadconnecties, maar hij stuurde de FBI ook nog eens naar een van Nucky's stookkelders. De problemen lopen zo hoog op voor Nucky, maar wanneer Jimmy hem een deel van de buit geeft, lijkt Nucky hem te vergeven. Ondertussen laat hij Hans Schroeder door de politie arresteren. Hij wordt doodgeslagen, in zee gedumpt en krijgt, wanneer zijn lijk aanspoelt, de schuld van de overval op het transportvoertuig. Op hetzelfde moment wordt Jim Colosimo in zijn restaurant in Chicago doodgeschoten. John Torrio en zijn rechterhand Al Capone grijpen aldaar de macht.

## Cast
- Steve Buscemi - Enoch "Nucky" Thompson
- Michael Pitt - Jimmy Darmody
- Kelly Macdonald - Margaret
- Michael Shannon - Nelson Van Alden
- Shea Whigham - Eli Thompson
- Stephen Graham - Al Capone
- Vincent Piazza - Lucky Luciano
- Michael Stuhlbarg - Arnold Rothstein
- Frank Crudele - Jim Colosimo
- Greg Antonacci - Johnny Torrio
- Paz de la Huerta - Lucy
- Dabney Coleman - Commodore Kaestner
- Aleksa Palladino - Angela Darmody
- Joseph Sikora - Hans Schroeder
- Samuel Taylor - Paddy Ryan
- Pearce Bunting - Bill McCoy
- Joseph Riccobene - Frankie Yale

## Titelverklaring
De titel van de aflevering (en televisieserie) verwijst naar het imperium (empire) dat Nucky Thompson aan de kustlijn (boardwalk) van Atlantic City creëert.

## Culturele verwijzingen
- Margaret is lid van de Women's Temperance League, een sociale vrouwenbeweging die tegen alcoholconsumptie is. De beweging probeert druk uit te oefenen op het politiek bestuur van Atlantic City.
- In de bioscoop kijkt Jimmy samen met zijn gezin naar een stomme film met Roscoe Arbuckle in de hoofdrol.
- De komiek die voor een volle zaal optreedt, is de beroemde zanger/komiek Eddie Cantor. Hij wordt gespeeld door Stephen DeRosa.
- Op een gegeven moment bladert Margaret door een magazine van Vogue. Het tijdschrift bestaat al sinds 1892.
- Commodore Kaestner geeft Nucky Thompson het boek  The International Jew, the World's Foremost Problem van Henry Ford.